# Casa degli Eustachi
La Casa degli Eustachi es un palacio medieval en Pavía en Lombardía.

## Historia
La casa Eustachi está ubicada en el antiguo barrio de Porta Calcinara, cerca del banco Tesino. La familia Eustachi, de origen popular y dedicada al tráfico fluvial, se convirtió durante el siglo XIV, trabajando para los Visconti, en una de las principales familias de la ciudad, tanto que Pasino Eustachi se convirtió, bajo Gian Galeazzo Visconti y luego de Filippo Maria Visconti, en capitán de la flota Visconti y derrotó a la flota veneciana en el Po en la importante batalla de Cremona en 1431. La casa data de principios del siglo XV y está construida alrededor de un pequeño patio interior. Hoy en día, quedan dos edificios en forma de "L" de la estructura, pero se supone que era mucho más grande. Casa Eustachi ahora alberga la Universidad de la Tercera Edad.

## Arquitectura
El edificio tiene una "L" planimétricamente con el lado más largo hacia el oeste y el lado más corto hacia el norte, a lo largo de la calle principal. Todo el conjunto consta de planta baja (a la que se adosa el jardín en la parte trasera del edificio) y planta primera. La planta baja consta de dos amplias estancias con artesonados de madera; una de las salas está iluminada por un gran ventanal gótico; a la primera sala se accede desde la entrada principal (en via porta Pertusi), que consiste en un portal de arco gótico con un anillo ricamente decorado con motivos vegetales de terracota y rematado por un azulejo, decorado con motivos geométricos romboidales, que albergaría el escudo de armas. brazos de la familia.
Incluso la gran columna cilíndrica que sostiene los dos arcos rebajados del pórtico, rematados por un capitel cúbico, parece un elemento arquitectónico vinculado a la probada tradición constructiva románica. Si bien la permanencia de la lengua gótica tardía continuó en la zona de Pavía, y en general en Lombardía, a lo largo del siglo XV, también es cierto que la configuración planimétrica del edificio y la depurada hechura de los elementos arquitectónicos que lo componen el edificio deben ser considerados como personajes de la modernidad. En el caso de la Casa degli Eustachi, el estudio de la arquitectura de principios del siglo XV arrojó resultados de considerable interés gracias a la integridad de los organismos vivos que no han sufrido modificaciones ni fusiones posteriores.